# Классические китайские тексты
Китайские классические тексты (кит. 典籍 дяньцзи) или китайские канонические тексты (кит. 經書 цзиншу) представляют собой исторические, политические, философские и прочие тексты, преимущественно созданные до династии Цинь (221—207 до н. э.). Часть из них в разные периоды китайской истории входили в канон, являлись обязательными для сдачи государственных экзаменов. Количество и состав книг в каноне менялись (так, два из текстов четверокнижия были фактически главами из одной книги в составе конфуцианского пятикнижия).
Большая часть классических текстов подверглись существенной редакции во времена династии Хань. Тогда же произошёл переход от понимания слова «цзин»-трактат к значению «канон, классический образец». Наибольшее распространение получило понятие конфуцианский канон (см. Четыре книги и пять классиков 四書五經, Тринадцатикнижие), однако ему также следовали даосский и буддийский каноны.
Древнекитайский язык (кит. 古文 гувэнь) ранних классических текстов повлиял на формирование и стабилизацию классического китайского языка. Стремление к упорядочиванию и сохранению канонического наследия приводило к осуществлению таких проектов как изваяние классических текстов на каменных стелах 175 года: эта традиция существовала на протяжении всего имперского периода (221 до н. э. — 1911). К примеру, en:Kaicheng Stone Classics.

## Происхождение и эволюция терминов
Дянь 典 и цзи 籍 относятся к традиции ведения хроник при дворах китайских царств доимперского периода. Наиболее известной из них является летопись царства Лу 鲁国, родины Конфуция. Её название («Вёсны и осени») и временные рамки были использованы для обозначения соотв. периода китайской истории. Палеографически, как дянь, так и цзи отсылают к ведению записей на бамбуковых пластинках (см. Бамбуковые анналы и Bamboo and wooden slips).
Понятие цзин представляет собой метафору из ткацкого дела: иероглиф изображает «основу» (прочные вертикальные нити для создания ткани). Это, соответственно, предполагает существование горизонтальных нитей вэй 緯 («уток»), к которым стали относить апокрифы. Однако подобное иерархическое разделение возникло не сразу. Каждая из соревнующихся доимперских традиций имела свой канон, передаваемый и дополняемый последователями: это объясняет текстуальные наслоения и неоднородность в основанной массе текстов, приписываемых конкретным «авторам» (напр., Лунь-юй, Мо-цзы, Чжуан-цзы, Сюнь-цзы). Некоторые из наиболее почитаемых канонов очевидно существовали параллельно в устной (театральной?) и письменной формах (Шаншу, Шицзин). Одно из наиболее ранних названий для канона, «шестикнижие» примечательным образом налагалось на более раннее понятие «шести искусств»: ритуал, музыка, стрельба из лука, управление колесницей, каллиграфия и математика.